# 应隆安
应隆安（1936年9月14日—），浙江杭州人，生于北京，中国数学家，主要研究计算数学。

## 生平
1960年毕业于北京大学数学力学系后，应隆安留校任教。1978年12月至1981年1月，应隆安赴美访学，在纽约大学科朗数学研究所与所长拉克斯·彼得合作。1991年至1995年间，应隆安出任北京大学数学系主任。2003年，应隆安从北京大学退休，此后在厦门大学任教六年。
应隆安首创了无限元方法。他还解决了纳维-斯托克斯方程初边值问题的粘性分离格式收敛问题。
2016年8月，应隆安与袁亚湘院士分享了中国工业与应用数学学会颁发的第六届苏步青应用数学奖。